# Фотобанк
Фотоба́нк — это банк изображений, который выступает посредником между авторами изображений и их покупателями. Он берёт на себя задачу поиска покупателей и приёма платежей, что значительно упрощает жизнь фотографам и иллюстраторам.

## История фотобанков
Фотобанки начали появляться в 60-х годах XX века. Появление фотобанков было связано с большим количеством фотографий у фотографов и фотостудий и пониманием профессиональных потребителей фотографий из сферы издательского дела того факта, что покупка готовой фотографии (неэксклюзивной) является более дешевым способом для наполнения контента издания, чем создание собственного эксклюзивного изображения собственными силами. Крупнейшие фотобанки были созданы на базе архивов информационных агентств, например, в России это фотобанк агентства ИТАР (ТАСС).
В начале XXI века фотобанки активно начали использовать интернет, создав соответствующие веб-хранилища, в которых изображения собраны в тематические галереи и/или каталогизированы по категориям, сюжетам, размеру, цветовой гамме и др. признакам.

## Виды фотобанков
Фотобанки бывают двух видов:
1. «традиционные»
2. микропейментовые (от англ. payment «платёж»)

### «Традиционные» фотобанки
«Традиционные» фотобанки работают с цифровыми изображениями или слайдами с использованием различных лицензий, например, «Right Managed» (RM) или «Royalty Free» (RF). Иногда используются эксклюзивные условия продаж, в соответствии с которыми фотография может продаваться только в одном фотобанке. При этом фотобанк хранит историю продаж фотографии и клиент может быть уверен, что купленное им изображение не использовалось ранее конкурирующей фирмой. Цена фотографии в традиционном фотобанке зависит от таких факторов, как:
1. срок использования изображения
2. тираж
3. формат изображения
4. территория использования
5. другие параметры использования

Цена фотографии при покупке в традиционном фотобанке по Right Managed лицензии обычно 100—400$. Фотограф получает с такой продажи около 50 %, за вычетом налогов.

### Микропейментовые фотобанки
Микропейментовые фотобанки (синоним: «микростоковые фотобанки») отличаются от традиционных продажей изображений на неэксклюзивной основе и с использованием лицензий («Royalty Free» (RF) и подобных) за сравнительно небольшие деньги.
Изображения из микростоковых фотобанков удобно использовать для иллюстрирования статей, презентаций, телепередач, годовых отчётов компаний, web-сайтов…
Автор изображения с каждой продажи получает заранее оговорённый процент. Каждая продажа приносит небольшую сумму, но самих продаж может быть много, что позволяет фотографам прилично зарабатывать на продажах по, на первый взгляд, «бросовым» ценам.
Фотографы и владельцы традиционных фотобанков часто открыто недолюбливают микростоковых «конкурентов». Обычно эта конфронтация основана на недопонимании, что традиционные и микростоковые фотобанки обслуживают разных клиентов.
Наиболее популярными в рунете являются фотобанки Getty Images, Vostock Photo  Depositphotos, PressFoto, Shutterstock и Fotolia

## Свободное использование
Существуют фотобанки, предоставляющие фотографии как по традиционной или микропейментовой схеме, так и свободно, без каких-либо платежей и лицензионных отчислений. Всё, что требуется для публикации таких материалов, это указать автора и ссылку-источник.
Также есть фотобанки, которые не требуют указания автора или каких-либо атрибуций. Они представляют фотографии на условиях лицензии Creative Commons Zero.